# Braz Dias de Aguiar
Braz Dias de Aguiar (en portugués: Brás Dias de Aguiar; Río de Janeiro, Imperio del Brasil, 3 de febrero de 1881 - Brasil, 17 de diciembre de 1947) fue un destacado oficial de la marina de Brasil, que dedicó varios años de su fructífera carrera a la Región Amazónica, incluso en la Comisión de Demarcación de Límites de Brasil, que encabezó durante un largo período.

## Biografía
Braz Dias de Aguiar nació el 3 de febrero de 1881 en Río de Janeiro, entonces perteneciente al Imperio del Brasil que se encontraba en la época del segundo reinado con Pedro II. Fue hijo del teniente capitán, un grado intermedio en la marina brasileña superior a teniente primero e inferior a capitán de corbeta, Joaquim José Dias de Aguiar y de Amélia Siqueira Dias de Aguiar.

### Militar
Braz Dias de Aguiar se enroló en la marina brasileña en la cual alcanzó el grado de Capitão de mar e guerra (en portugués: Capitán de mar y guerra, equivalente a capitán de navío en otros países). Póstumamente fue promovido a contraalmirante por el entonces presidente brasileño, Getúlio Vargas.

### Comisión de Demarcación de Límites
En agosto de 1910 fue puesto a disposición del ministerio de relaciones exteriores brasileño para incluirlo en la comisión de demarcación de límites, encontrándose en ese momento el país demarcando la frontera con la vecina Bolivia con la que se había llegado a un acuerdo unos años antes (Tratado de Petrópolis). Más tarde participará en demarcaciones fronterizas de la región amazónica con Colombia, los Estados Unidos de Venezuela, las Guayanas e incluso delimitaciones internas entre el estado de Pará y el de Amazonas (antiguamente pertenecientes ambos al Gran Pará). Como miembro de la comisión de demarcación de límites brasileña, tuvo un papel fundamental liderando el arbitraje sobre el conflicto limítrofe entre el Perú y el Ecuador en el Protocolo de Río de Janeiro.

## Medallas y distinciones
- Medalla Servicio Militar ( Brasil)
- Orden del Mérito Naval ( Brasil)
- Orden de Orange-Nassau ( Países Bajos, 1939)

## Memoria
La marina de Brasil puso su nombre a su centro de instrucción en Belém, capital del estado de Pará, conociendose el centro como Centro de Instrução Almirante Braz de Aguiar (CIABA) (en portugués: Centro de Instrucción Almirante Braz de Aguiar (CIABA)).

## Libro
Es autor de un libro En las fronteras de Venezuela y la Guayana Británica y Holandesa sobre su trabajo en la comisión de control de fronteras de Brasil.